# Bauliste der Stader Schiffswerft
Die Bauliste der Stader Schiffswerft bildet eine Aufstellung über Schiffsneubauten der Stader Schiffswerft sowie deren Verbleib.

## Bauliste
| Bau- jahr | Bau- name          | Bau- nummer | IMO-Nr. | Schiffstyp             | Ver- messung | Trag- fähigkeit | Auftraggeber                                                                                          | Umbenennungen und Verbleib |
| --------- | ------------------ | ----------- | ------- | ---------------------- | ------------ | --------------- | --- | --- |
| 1910      | Friedrich          |             | (keine) | Besanewer              | 46 BRT       | 80 tdw          | C. Saul, Hechthausen                                                                                  | 1927 Einbau eines Hilfsmotors, 1962 verlängert und zum Küstenmotorschiff umgebaut, von 1982 bis ca. 1985 Rückbau zum Ewer, 2019 in Fahrt |
| 1911      | Windsbraut         |             | (keine) | Besanewer              | –            | –               | Elfers, Wischhafen                                                                                    | ab 1947 genutzt als Schrottfischerfahrzeug, ab 1954 genutzt als Steinfischerfahrzeug, von 1989 bis 1992 Rückbau zum Ewer, 2019 in Fahrt |
| 1913      | Amanda             |             | (keine) | Jachtschoner           | –            | –               | –, Stade                                                                                              | 1930 Emma Johanna, 1952 verlängert und zum Küstenmotorschiff umgebaut, 1956 Perle, 1974 Ganga J No.II, Verbleib unbekannt |
| 1926      | Carlshütte         | 118         | 5064221 | Motorschoner           | 171 BRT      | 190 tdw         | Joh. Herm. Suhr, Hamburg                                                                              | 1953 verlängert in Stade auf 263 BRT und 370 tdw, 31. August 1965 Nike (Emil Hagenah, Drochtersen), 2. August 1972 Agios Georgios I (G. Zenebissis & S. Zambazas, Piraeus), 1985/86 nicht mehr gelistet |
| 1937      | Hanseat            | 137         |         | Küstenmotorschiff      | 198 BRT      | –               | W. Richter, Hamburg                                                                                   | 1947 Ronæs, 1947 Susanne S, 1948 Britannia, 1952 Langevåg, 1975 nach Leck im Maschinenraum vor dem Feuer von Helnæs (Dänemark) gesunken |
| 1938      | Greta              | 138         |         | Küstenmotorschiff      | 214 BRT      | –               | H. Horstmann, Hamburg                                                                                 | – |
| 1939      | Martha Ahrens      | 139         |         | Küstenmotorschiff      | 218 BRT      | 310 tdw         | Adolf Ahrens, Bützfleth                                                                               | 1950 verlängert in Stade, danach 247 BRT und 395 tdw, 1965 Tilla Doris, 1969 auf der Elbe nach Kollision mit der El Fayoum gesunken, gehoben und 1971 in Cuxhaven abgebrochen |
| 1940      | Sleipner           | 140         | 5272919 | Küstenmotorschiff      | 217 BRT      | 100 tdw         | J. Kahrs, Gräpel                                                                                      | 1951 verlängert auf 290 BRT und 430 tdw, 1958 Pegasus I, 1964 Hydra, 1972 Fyris, 1987 Dilani (N. E. Andersen, Randers), 1989 Fyris (Skibsvaerft Toft, Gråsten), 1990 Rio Bonito (N. K. Stummann, Kopenhagen), 2002 abgebrochen |
| 1941      | Heinz Schriewer    | 141         | 5146017 | Küstenmotorschiff      | 212 BRT      | 310 tdw         | C. und H. Schriewer, Neuhaus                                                                          | 1966 Mehetal (Johann Heinrich Brandt, Hamburg), 1975 Imke von Ahn (Heinz von Ahn, Hamburg), 1985 Imke C. (Jugendschiff Corsar e.V., Cuxhaven), 1988 Imke C. (Borlim NV, Zeebrügge), 1992 Imke C. (Artist Service vzw, Ostende), 2005 SeaSens (SeaSens vzw, Ostende), 2017 Hoop op Welvaart (SeaSens vzw, Ostende), 2019 als Jacht und Eventschiff genutzt |
| 1945      | Hans Hoth          | 143         | 5617128 | Küstenmotorschiff      | 374 BRT      | 549 tdw         | O. A. Müller, Hamburg                                                                                 | Stapellauf April 1945, Ablieferung 30. September 1949, am 9. Februar 1952 auf der Tyne gesunken, Totalverlust |
| 1947      | Goden Wind         | 151         | 5132729 | Fischereifahrzeug      | 105 BRT      | –               | J.Fock, Hamburg                                                                                       | |
| 1950      | Neuhaus            | 144         |         | Küstenmotorschiff      | 249 BRT      | 400 tdw         | H. Detels, Hamburg                                                                                    | abgeliefert als Änne Ursula; am 2. Dezember 1967 während der Reise von Gent nach Uddevalla bei Norderney gesunken |
| 1950      | Rita               | 157         | 5617181 | Küstenmotorschiff      | 311 BRT      | 430 tdw         | W. Baumgarten, Hamburg                                                                                | 11. Dezember 1961 bei Oxelösund während der Reise von Nyköping nach Rotterdam gestrandet, anschließend freigeschleppt, 12. Dezember 1961 erneut gestrandet, Abbruch ab dem 27. März 1962 in Hamburg |
| 1950      | Krautsand          | 158         | 5196567 | Küstenmotorschiff      | 291 BRT      | 430 tdw         | G. Behrmann, Krautsand                                                                                | 1957 verlängert auf 417 BRT und 618 tdw, 1975 Gäa (K. Blohm, Hamburg), 1988 Prima (L. Gronquist, Porvoo), 1995 Erika, 2000 Josefine, 2003 Krautsand (Mohamed R.Hoosain, Georgetown), 2019 in Fahrt |
| 1951      | Paula              | 159         | 5272165 | Küstenmotorschiff      | 279 BRT      | 394 tdw         | F. Breuer, Hamburg                                                                                    | 1967 Friedel Rabeler, 1977 Brammer, 1993 Brammer, seit dem 14. Juli 2010 nicht mehr gelistet |
| 1952      | Schwinge           | 153         | 5316959 | Küstenmotorschiff      | 248 BRT      | 295 tdw         | Stader Motorschiffahrt, Stade                                                                         | 1962 Seattle, 1966 Oklandsnes, 1987 in Norwegen bei einer Auktion als Schrott verkauft und abgebrochen |
| 1952      | Renate             | 160         | 5342946 | Küstenmotorschiff      | 317 BRT      | 447 tdw         | J. und E. Kolster, Stade                                                                              | 1964 Süderelbe, Februar 1989 Cum Deo, 1992 verlängert auf 499 BRT und 774 tdw, 1996 Renate, im März 2003 verkauft an den niederländischen Schiffshändler Shallow Shipping in Harlingen, Verbleib unklar |
| 1952      | Stadersand         | 161         | 5337707 | Küstenmotorschiff      | 511 BRT      | 820 tdw         | C. Meyer, Stadersand                                                                                  | 1965 Lühedeich, 1974 Jann, 1976 Laconikos, 1978 Matina-D., Abbruch ab dem 17. Dezember 1985 in Perama |
| 1953      | Oste               | 154         | 5266374 | Küstenmotorschiff      | 417 BRT      | 550 tdw         | Stader Motorschiffahrt, Stade                                                                         | 1969 Cilly, 1970 Scilly 1973 Ammersee; 4. Oktober 1974 Feuer an Bord im Ärmelkanal (Position 49.22N, 3.40W), am 6. Oktober 1974 durch Kanonenschüsse der französischen Marine versenkt, an Bord waren 300 t Dynamit und Munition. |
| 1953      | Wilhelmine Oltmann | 162         | 5389774 | Küstenmotorschiff      | 318 BRT      | 440 tdw         | T. Oltmann, Stade                                                                                     | 1961 verlängert auf 372 BRT und 520 tdw, 1988 Wilhelmine, seit 2013 außer Dienst gestellt, am 5. August 2021 zum Abbruch bei Fornaes Shipbreaking in Grenaa eingetroffen |
| 1953      | Ingeborg II        | 163         | 5161017 | Küstenmotorschiff      | 278 BRT      | 480 tdw         | K. tom Wörden, Gräpel                                                                                 | 1954 verlängert auf 499 BRT und 933 tdw, 1974 Sea Breeze, nach Übergehen der Ladung am 24. Dezember 1978 südlich von Penmarch gesunken (47.45N, 4.30W) |
| 1954      | Heinz Bernhard     | 164         | 5145972 | Küstenmotorschiff      | 298 BRT      | 374 tdw         | J. Brey, Bützfleth                                                                                    | 1972 Lore Reinhold, 1984 Björn, 1986 Chubasco, 2000 Chubasco V, Totalverlust am 30. Juni 2005 |
| 1954      | Germane            | 165         | 5129825 | Küstenmotorschiff      | 297 BRT      | 430 tdw         | F. Hilck, Stade                                                                                       | anfangs mit zusätzlichen Decksaufbauten als Viehtransporter eingesetzt, 1960 verlängert auf 367 BRT und 544 tdw, 1976 Puente, 1981 Miss Anguilla, 1986 Barlovento, 1990 Winward Alliance, 1991 Maria Eugenia, im Juni 2005 aus dem Register gelöscht. |
| 1954      | Vaterland          | 166         | 5377197 | Küstenmotorschiff      | 499 BRT      | 823 tdw         | H. von Bargen, Wischhafen                                                                             | 1966 Jan Funck, 1975 Anna P, 1994 Anastasia V, 1997 Liberta, am 28. August 1997 südlich von Mallorca gesunken. |
| 1954      | Gunda              | 167         | 5138187 | Küstenmotorschiff      | 299 BRT      | 470 tdw         | C. Waller, Bützfleth                                                                                  | 1960 verlängert auf 383 BRT und 557 tdw, 1966 Ella Oltmann, 1988 Ella, seit dem 30. Januar 2001 nicht mehr gelistet |
| 1955      | Hermann Elsen      | 168         | 5148986 | Küstenmotorschiff      | 299 BRT      | 500 tdw         | G. Elsen, Drochtersen                                                                                 | 1965 verlängert auf 424BRT und 600 tdw, 1967 Unitas H, 1975 Nethergate, 1976 Mortic, 1979 Christina Maria, 1984 Celtic Clipper, 1987 Llanishen, am 12. August 1989 Feuer und Explosion im Maschinenraum südlich der Isle of Wight, ab dem 28. September 1989 in Milford Haven abgebrochen |
| 1955      | Jan Suhr           | 169         | 5169655 | Küstenmotorschiff      | 423 BRT      | 743 tdw         | J. Suhr, Abbenfleth                                                                                   | 1971 Thorsten, 1994 Eevi, 23. März 2001 bei Lehtma vor der estnischen Insel Hiiumaa auf Grund gelaufen und dort später gesunken |
| 1955      | Hans Oltmann       | 170         | 5142188 | Küstenmotorschiff      | 497 BRT      | 900 tdw         | T. Oltmann, Dornbusch                                                                                 | 1970 Esteufer, 1974 Mike II, 1976 Athanasios II, 1982 Olympos, 1992 Georgia II, 2003 Dimitris K, Abbruch ab dem 12. Juli 2004 in Aliağa |
| 1955      | Atlantis           | 171         | 5029738 | Küstenmotorschiff      | 422 BRT      | 740 tdw         | G. Kröhnke und W. tom Wöhrden, Gräpel                                                                 | 1968 verlängert auf 499 BRT und 905 tdw, 1974 Mariane V, 1984 Vespa I, 1986 in Rotterdam aufgelegt, am 1. Oktober 1987 in Brügge abgebrochen |
| 1955      | Rita Holst         | 174         | 5296965 | Küstenmotorschiff      | 249 BRT      | 320 tdw         | H. Holst, Bützfleth                                                                                   | 1969 Seeadler K, 1993 in die Karibik überführt, im Januar 1995 auf Carriacou gestrandet und dort als Wrack verblieben |
| 1955      | Renate Becker      | 175         | 5292933 | Küstenmotorschiff      | 248 BRT      | 335 tdw         | F. Becker, Barnkrug                                                                                   | 1976 Mollie, 1979 Mollie R 1993 Mollie, 1995 Madison, 2000 Mary Star of the Sea, am 23. Oktober 2000 aus Haiti kommend vor Miami gesunken |
| 1956      | Sleipner II        | 172         | 5331882 | Küstenmotorschiff      | 497 BRT      | 811 tdw         | J. Kahrs, Gräpel                                                                                      | 1965 Navigare, 1977 Pamir, Abbruch 1980 in Avilés nach Strandung |
| 1956      | Land Hadeln        | 173         | 5203085 | Küstenmotorschiff      | 498 BRT      | 711 tdw         | Martens & Ehler, Basbeck                                                                              | 1973 Evagelistria, 1985 Evangelistria, Abbruch ab 10. Januar 2011 in Aliağa |
| 1956      | Helga Dehde        | 176         | 5146677 | Küstenmotorschiff      | 248 BRT      | 423 tdw         | W. Dehde, Bützfleth                                                                                   | 1972 Seeadler H, 1996 nach Kollision mit Scotland vor Kap Arkona gesunken |
| 1956      | Imperator          | 177         | 6159463 | Küstenmotorschiff      | 299 BRT      | 511 tdw         | A. Meyer, Wischhafen                                                                                  | 1966 Torkel, 1967 Imperator, 1996 Nico, 1998 Meilandsværing, 2002 Roslagen, 2015 Heimtun 2, 2019 in Fahrt |
| 1956      | Hanngrid           | 181         | 5141794 | Küstenmotorschiff      | 422 BRT      | 715 tdw         | G. Kröhnke und W. tom Wöhrden, Gräpel                                                                 | 1967 verlängert auf 499 GRT und 910tdw, 1974 Vania H., 1982 Aspa III, 2002 Christos H., am 19. März 2012 in Aliağa abgebrochen |
| 1956      | Basbeck            | 182         | 5037527 | Küstenmotorschiff      | 423 BRT      | 745 tdw         | F. Wedemeyer, Basbeck                                                                                 | 1967 Gerda Freese, 1979 Gertrud Mau, 1987 Silena, 1996 Ilena I, 1996 Lena, 1998 in Aveiro (Portugal) abgebrochen |
| 1957      | Lühe               | 155         | 5214163 | Küstenmotorschiff      | 418 BRT      | 747 tdw         | Stader Motorschiffahrt, Stade                                                                         | 1969 Gitte, 1970 Bessy Mare, 1975 Maria Preka II, 1981 Orion, 1985 Evangelos II, 1987 Krikri, 1996 Delon, seit dem 8. November 2009 nicht mehr gelistet |
| 1957      | Laumühlen          | 179         | 5203932 | Küstenmotorschiff      | 299 BRT      | 455 tdw         | H. Buck, Laumühlen                                                                                    | 1963 Umbau zum Verklappungstanker, 1967 verlängert auf 474 BRT und 580 tdw, 1977 Haweswater, 1983 Cherry Bobs, am 25. Dezember 1981 am Liegeplatz in Middlesbrough gekentert, Ende 1984 in Bloors Wharf bei Gillingham abgebrochen |
| 1957      | Rebena             | 183         | 5291068 | Küstenmotorschiff      | 424 BRT      | 745 tdw         | H. Schultz, Basbeck                                                                                   | 1967 Grete-Gunda, 1985 Persia, 2001 Oruro, 2002 Persia, 2006 Oruro, 2019 in Fahrt |
| 1957      | Groverort          | 184         | 5136799 | Küstenmotorschiff      | 424 BRT      | 693 tdw         | J. Suhr, Abbenfleth                                                                                   | 1983 Kisima, am 9. April 1990 von der Besatzung wegen Feuer am Bord im Golf von Aden aufgegeben (12.14N, 47.28E), danach bei Aden gestrandet und vor Ort abgebrochen |
| 1957      | Hinrich Kolster    | 185         | 5151244 | Küstenmotorschiff      | 406 BRT      | 565 tdw         | Gebr. Kolster, Osten                                                                                  | 1965 Kerstin-Eva, 1988 Beaver, Abbruch in Milton Creek am 25. Mai 1988 |
| 1957      | Klaus Jagemann     | 187         | 5190056 | Küstenmotorschiff      | 299 BRT      | 450 tdw         | K. Jagemann, Bützfleth                                                                                | 1981 Corso, seit dem 13. Juli 2010 nicht mehr gelistet |
| 1958      | Käthe Ahrens       | 188         | 5183596 | Küstenmotorschiff      | 425 BRT      | 690 tdw         | Adolf Ahrens, Bützfleth                                                                               | 1965 Käthe Ahrens (Walter Ahrens, Bützfleth), 1970 Gesine P. (Erich Pohlmann, Hamburg), 1984 Susan W (A.P. & S.M. Whiting Coastal Shipowner, Guernsey), 8. Oktober 1985 auf der Reise von Selby nach Rotterdam/Europort Maschinenraumbrand vor Hoek van Holland, nach Rotterdam geschleppt und später verschrottet |
| 1958      | Sleipner I         | 189         | 5331870 | Küstenmotorschiff      | 424 BRT      | 700 tdw         | J. Kahrs, Gräpel                                                                                      | 1961 verlängert auf 493 BRT und 850tdw, 1990 Edith Holst, 1974 Chiemsee, 1980 Amsel, 1982 Paraguay Ranger, 1985 Treasure, Abbruch in Esbjerg im September 1989 |
| 1958      | Wischhafen         | 190         | 5619435 | Küstenmotorschiff      | 498 BRT      | 1050 tdw        | H. von Bargen, Wischhafen                                                                             | am 7. Januar 1960 auf einer Reise von Lübeck nach Mäntyluoto im Bottnischen Meerbusen gesunken (61.10N, 20.30E) |
| 1959      | Este               | 191         | 5108833 | Küstenmotorschiff      | 422 BRT      | 837 tdw         | Stader Motorschiffahrt, Stade                                                                         | 1969 Breitenburg, am 2. September 1978 auf einer Reise von Rotterdam nach Gunness leckgeschlagen und bei Spurn Point (etwa auf Position 53.57N, 00.11E) auf den Strand gesetzt und abgebrochen |
| 1961      | Hanfried           | 194         | 5141550 | Küstenmotorschiff      | 248 BRT      | 364 tdw         | E. Merkens, Bützfleth                                                                                 | am 21. September 1995 nach Feuer im Maschinenraum bei Karrebæksminde (Dänemark) auf eine Sandbank gesetzt, anschließend dort gesunken |
| 1961      | Horst              | 195         | 5155288 | Küstenmotorschiff      | 249 BRT      | 370 tdw         | E. Nagel, Wischhafen                                                                                  | 1977 Anna Käthe, 1990 Frisia HA 38 und Umbau zum Muschelbagger, am 14. Dezember 2010 2,5 km vor Terschelling gesunken |
| 1962      | Annelies           | 196         | 5019056 | Küstenmotorschiff      | 211 BRT      | 450 tdw         | für H. Knudsen, Glückstadt                                                                            | 1968 verlängert und erhöht auf 297 BRT und 460 tdw, 1978 Vega V, 1985 Horne, 1987 Hydra und Umbau zum Bagger, 2000 Vertrouwen, 2019 in Fahrt |
| 1962      | Jan Martens        | 197         | 5169590 | Küstenmotorschiff      | 499 BRT      | 1075 tdw        | Martens & Ehler, Basbeck                                                                              | 1969 Umbau zum Zementtanker Skanevik mit 578 BRT, 1973 Vik, 1973 Primero de Mayo, am 13. Oktober 1976 vor der Insel Caiman Grande de Santa Maria nahe der kubanischen Stadt Caibarién gesunken |
| 1963      | Jan Kahrs          | 198         | 5405463 | Küstenmotorschiff      | 499 BRT      | 1160 tdw        | J. Kahrs, Stade                                                                                       | 1973 Marina H, 1978 Jasmin, am 11. März 1979 westlich von Laxe an der Costa da Morte auf Position 43.22.48N/9.17.12W verschollen |
| 1963      | Boreas             | 200         | 6400032 | Küstenmotorschiff      | 237 BRT      | 390 tdw         | C. Wolters, Bützfleth                                                                                 | 1979 Boreas S, seit dem 28. Juni 2011 nicht mehr gelistet |
| 1964      | Rönndiek           | 201         | 6417736 | Küstenmotorschiff      | 499 BRT      | 1170 tdw        | D. Mangels, Grünendeich                                                                               | 1974 Roendiep, 1979 Roondiep, 1982 Bellamar, 1986 Mercedes Eugenia, 1990 Margarita, am 5. März 1991 gesunken auf Position 15.30N, 73.45W, etwa 250 nm südlich von Haiti |
| 1965      | Heinrich Suhr      | 203         | 6511491 | Küstenmotorschiff      | 499 BRT      | 1363 tdw        | J. Suhr, Assel                                                                                        | 1969 Jan Martens (Johanna und Helmut Martens, Stade), 1971 Tor Baltic (Johanna und Helmut Martens, Stade), 1972 Jan Martens (Johanna und Helmut Martens, Stade), 1974 Caberia Trader (Partenreederei Venus, Dänemark), 1976 Sanara Trader (Sigvard Kristensen Partenreederei, Aalborg), 1984 Scan Trader (Sigvard Kristensen Partenreederei, Aalborg), 1988 Amazing Grace (Neville Wade, Santo Domingo, Dominikanische Republik), seit 18. Juni 2009 nicht mehr gelistet |
| 1966      | Alma Koppelmann    | 202         | 6604212 | Küstenmotorschiff      | 299 BRT      | 736 tdw         | H. Koppelmann, Bützfleth                                                                              | 1985 Jenbo, seit 31. Januar 2012 nicht mehr gelistet |
| 1966      | Rudolf Karstens    | 204         | 6617867 | Küstenmotorschiff      | 499 BRT      | 1360 tdw        | Karstens & Pape                                                                                       | 1975 Feistein, 1980 Hammerstein, 1988 Vestholmein, 1989 See Adler, 1992 Liv Karin, 1992 Elisabeth, 1993 Vestholm, 1994 Aidas, seit 12. Oktober 2001 nicht mehr gelistet |
| 1967      | Rebena             | 205         | 6728159 | Küstenmotorschiff      | 499 BRT      | 1350 tdw        | H. Schultz, Stade                                                                                     | 1978 Sealove, 1985 Alexfay III, 1987Niki, 1988 Captain Schaban, 2008 Captain Zakaria, 2010 zum Viehtransporter Albaraka 7 umgebaut, 2019 in Fahrt |
| 1968      | Matragh            | 206         | 6811841 | Hecktrawler            | 150 BRT      | –               | Majid Motraghi, Abadan, Iran                                                                          | an Bord der Treuenfels (IMO 5368134) in den Iran exportiert, 2019 in Fahrt |
| 1968      | Adrett             | 207         | 6907171 | Schlepper              | 119 BRT      | –               | Mützelfeldtwerft, bestimmt für Schleppreederei Lütgens & Reimers, HH                                  | 2007 Gruno V, 2019 in Fahrt |
| 1969      | Niedersachsen      | 208         | 6917164 | Fährschiff             | 767 BRT      | –               | Mützelfeldtwerft, bestimmt für Fähr & Schiffahrts GmbH Cuxhaven & Co. KG "Wiking Weg", Cuxhaven (DEU) | 1981 in Cuxhaven aufgelegt, 1984 Karistos II, 1987 Moorea Ferry II, 1989 Delfino Azurro, 1990 Oceania, Abbruch 2005 |
| 1969      | B 41               | 209         | 6925135 | Greifbaggerschiff      | 820 BRT      | 1800 tdw        | R. Boltje & Zonen, Hamburg                                                                            | 1973 Howard Barge No.2, 1975 Albert, 2003 Prins 1, 2019 in Fahrt |
| 1969      | Kurt               | 210         | 7017416 | Hafentanker            | 169 BRT      | 264 tdw         | Mützelfeldtwerft, bestimmt für Kurt Oßmer & Sohn OHG                                                  | 1986 Cora, 2019 in Fahrt |
| 1970      | Kiefernberg        | 211         | 7015286 | Küstenmotorschiff      | 499 BRT      | 1522 tdw        | Peterswerft, bestimmt für Reederei Günter Graebe                                                      | 1987 Gardwind, Vestland Rederi A/S, Haugesund, 2002 Wardwind, Vestland Rederi A/S, Haugesund, 2002 Grenland, Balchart Estonia, Dominikanische Republik, 21. Februar 2006 Strandung bei Aviles, Totalverlust |
| 1970      | Heidberg           | 212         | 7026560 | Küstenmotorschiff      | 499 BRT      | 1937 tdw        | Peterswerft, bestimmt für Reederei Heidberg                                                           | abgeliefert von der Peterswerft als Skeppsbron, 1972 Heidberg, 1978 Jenny Graebe, 1983 Euro Sailor, 1987 Rolf D, 1997 Fiina Timber, 2000, Miina 2005, Maleka M, 2005 Omar J 2006 Ibrahim M., Abbruch am 19. Juli 2011 in Aliağa |
| 1971      | Jan Graebe         | 213         | 7103186 | Küstenmotorschiff      | 499 BRT      | 1407 tdw        | Peterswerft, bestimmt für Reederei Günter Graebe                                                      | abgeliefert von der Peterswerft als Munkbron, 1973 Jan Graebe, 1983 Euro Broker, 1987 Saaöy, 1991 Uno, am 11. Juli 2002 im NOK nach Kollision mit der Dettmer Tank 46 gekentert, ab dem 13. September 2002 in Klaipėda abgebrochen |
| 1971      | Arnis              | 216         | 7125225 | Küstenmotorschiff      | 499 BRT      | 1426 tdw        | Peterswerft, bestimmt für Reederei Hartmut Leistikow                                                  | 1985 Unika, 2001 Gina R., 2013 Nabil J, 30. Juli 2017 Abbruch in Aliağa |
| 1971      | Maria Graebe       | 217         | 7113296 | Küstenmotorschiff      | 499 BRT      | 1366 tdw        | Peterswerft, bestimmt für Reederei Günter Graebe                                                      | abgeliefert von der Peterswerft als Kungsbron, 1973 Maria Graebe, 1983 Euro Freighter, 1987 Janica, 1988 Lona, 1988 Luna, 1992 Mika, 2003 Star 11, 2007 SUE, 14. Dezember 2014 Abbruch in Aliağa |
| 1972      | Rieksbron          | 218         | 7128849 | Küstenmotorschiff      | 499 BRT      | 1374 tdw        | Peterswerft, bestimmt für Reederei Günter Graebe                                                      | abgeliefert von der Peterswerft als Slottsbron, 1975 Gerda Graebe, 1983 Euro Carrier, 1988 Antoras, verschollen seit dem 27. Okt. 1994 auf einer Reise von Kuba nach Jamaika |
| 1976      | Boknis             | 239         | 7361489 | Küstenmotorschiff      | 499 BRT      | 1530 tdw        | Peterswerft, bestimmt für Reederei Hartmut Leistikow                                                  | 1986 Ilni, 1988 Westwind, 1995 Irina Trader, 2009 Navy Sky, ab 8. Februar 2013 in der Türkei verschrottet. |
| 1934      | Berta              |             |         | Küstenmotorschiff      | 35 BRT       |                 | G.Vöge, Assel                                                                                         | |
| 1930      | Heinz              |             |         | Küstenmotorschiff      | 33 BRT       |                 | C.H.Riggers, Guderhand                                                                                | |
| 1928      | Johanna Brandt     |             |         | Küstenmotorschiff      | 30 BRT       |                 | H.Brandt, Lühe                                                                                        | |
| 1935      | Oste               |             |         | Motorschlepper         | 23 BRT       |                 | | - |
| 1927      | Lühe               | 125         |         | Fahrgastschiff         | 56 BRT       |                 | Lühe-Schulau Fähre                                                                                    | |
| 1928      | Gesine             | 127         |         | Küstenmotorschiff      | 33 BRT       |                 | J.J.Hamm, Grünendeich                                                                                 | |
| 1929      | Germania           | 129         |         | Küstenmotorschiff      | 49 BRT       |                 | | |
| 1935      | Neuhaldensleben    | 135         |         | Bereisungsboot         |              |                 | | |
| 1936      | Ockholm            | 136         |         | Motorschlepper         | 22 BRT       |                 | WSA Stade                                                                                             | |
| 1939      | Else               | 142         |         | Fahrgastboot           | 28 BRT       |                 | | |
|           |                    | 145         |         | Baggerschute           |              |                 | | |
|           |                    | 146         |         | Baggerschute           |              |                 | | |
| 1944      | GA 7               | 147         |         | Ascheprahm             |              |                 | Kriegsmarine                                                                                          | |
| 1944      | GA 8               | 148         |         | Ascheprahm             |              |                 | Kriegsmarine                                                                                          | |
| 1944      | GA 9               | 149         |         | Ascheprahm             |              |                 | Kriegsmarine                                                                                          | |
| 1944      | GA 10              | 150         |         | Ascheprahm             |              |                 | Kriegsmarine                                                                                          | |
| 1948      | Dradenau           | 152         |         | Fischkutter            | 85 BRT       |                 | H.Wriede, Hamburg                                                                                     | |
| 1949      | Geversdorf         | 156         |         | Fähre                  |              |                 | Gemeinde Geversdorf                                                                                   | |
| 1955      | Adolf Flint        | 178         |         | Küstenmotorschiff      |              |                 | | |
| 1960      | AL RATBA           | 192         |         | Versorger-Rumpf        | 285 BRT      |                 | Schichau Werft Bremerhaven                                                                            | |
| 1961      | ZAM ZAM            | 193         |         | Versorger-Rumpf        | 285 BRT      |                 | Schichau Werft Bremerhaven                                                                            | |
| 1955      | HBG 3              | 180         |         | Vortauprahm            |              |                 | Hanseatische Bau Ges., Bremen                                                                         | |
| 1969      |                    | 214         |         | Vorschiff              |              |                 | | |
| 1972      | TENACE             | 219         |         | Schlepper Hinterschiff |              |                 | Oelkers-Werft, Hamburg                                                                                | |
| 1972      | Westerland         | 220         |         | Fahrgastschiff-Rumpf   | 898 BRT      |                 | Mützelfeldtwerft Cuxhaven                                                                             | |
| 1972      | Cyclops            | 221         |         | Schlepper-Rumpf        | 140 BRT      |                 | Mützelfeldtwerft Cuxhaven                                                                             | |
| 1973      | Gabriella          | 222         |         | Frachterrumpf          | 499 BRT      |                 | Peters-Werft, Wewelsfleth                                                                             | |
| 1973      | Schute             | 224         |         | Schute                 |              | 200tdw          | | |
| 1973      | Schute             | 225         |         | Schute                 |              | 200tdw          | | |
| 1973      |                    | 226         |         | Versuchsfahrzeug       |              |                 | | |
| 1974      | EDDA STAR          | 229         |         | Versorger-Rumpf        | 499 BRT      |                 | Husumer Schiffswerft                                                                                  | |
| 1974      | EDDA SUN           | 230         |         | Versorger-Rumpf        | 499 BRT      |                 | Husumer Schiffswerft                                                                                  | |
| 1976      | Voline             | 240         |         | Frachterrumpf          | 499 BRT      |                 | Husumer Schiffswerft                                                                                  | |